# شهرستان ویدین
شهرستان ویدین (به بلغاری: Vidin Municipality) یک شهرستان در بلغارستان است که در ویدین واقع شده‌است. شهرستان ویدین ۵۰۱ کیلومتر مربع مساحت و ۶۶٬۱۲۶ نفر جمعیت دارد.